# Lanzamiento (geometría de la suspensión)

θ es el ángulo de lanzamiento, la línea roja es la línea del pivote, y el área gris es el neumático.

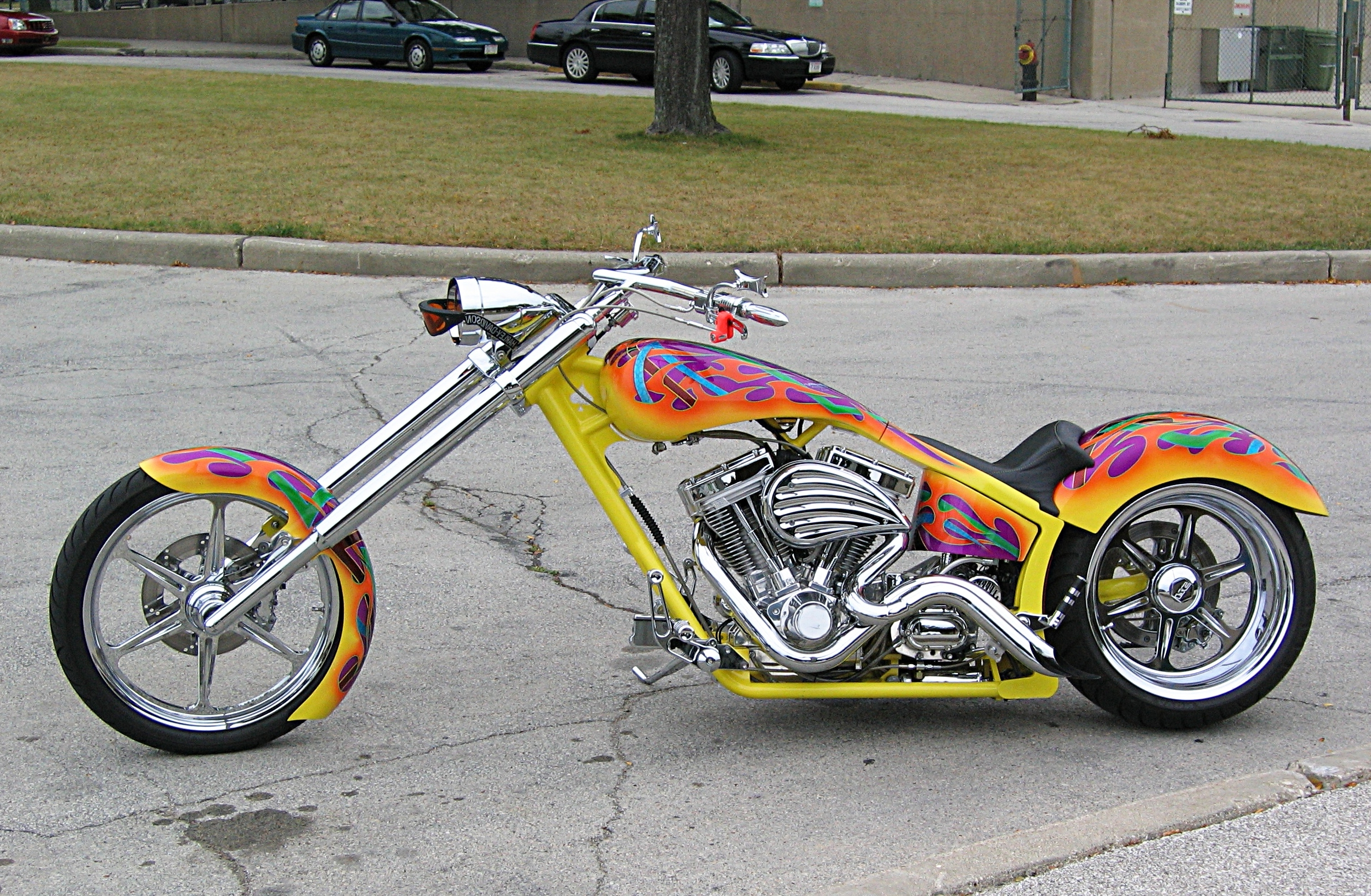
Ejemplo de una chopper con horquilla telescópica, con un ángulo de lanzamiento extremadamente grande.

El ángulo de lanzamiento, simplemente lanzamiento o cáster (de la palabra inglesa caster) es el ángulo entre la vertical y el eje de pivotamiento de la(s) rueda(s) con el que se controla la dirección de un automóvil, motocicleta, bicicleta u otro vehículo, medido cuando la(s) ruedas se encuentran en su dirección longitudinal. Es el ángulo entre la línea de pivote (en un auto una línea imaginaria que corre a través del centro de las junta del pivote superior al centro de la junta del pivote inferior) y la vertical. A veces se ajusta el ángulo cáster para optimizar características particulares de manejo.

## Bicicletas y motocicletas.
En el contexto de bicicletas y motocicletas, el cáster es más generalmente conocido como lanzamiento o avance. En inglés americano se usa rake angle. En inglés británico predominantemente se utiliza el término caster.

## Alineación del frente
Cuando la suspensión delantera de un vehículo está alineada, el lanzamiento está ajustado para conseguir la acción de autocentrado del vehículo después de una curva, lo que afecta a su estabilidad cuando circula en línea recta. Un lanzamiento desajustado causará en el conductor dificultades para entrar y salir de cada curva, haciendo difícil mantener una trayectoria recta.

## Lanzamiento de ángulo positivo
Si el eje del pivote de giro izquierda-derecha de la llanta delantera se interseca con el suelo por delante del contacto de la llanta con el suelo se dice que el cáster o lanzamiento es positivo. El propósito de esta disposición es proporcionar un cierto grado de autocentrado para facilitar el guiado tras pasar por una curva. Esto hace el manejo del vehículo más estable y mejora la conducción en línea recta. Con un lanzamiento demasiado grande se tendrá gran dificultad para girar en las esquinas y cambios de dirección. Cuando el ángulo de lanzamiento es muy grande entonces es necesario disponer de una ayuda motriz para girar la rueda, como por ejemplo una dirección hidráulica.

## Avance

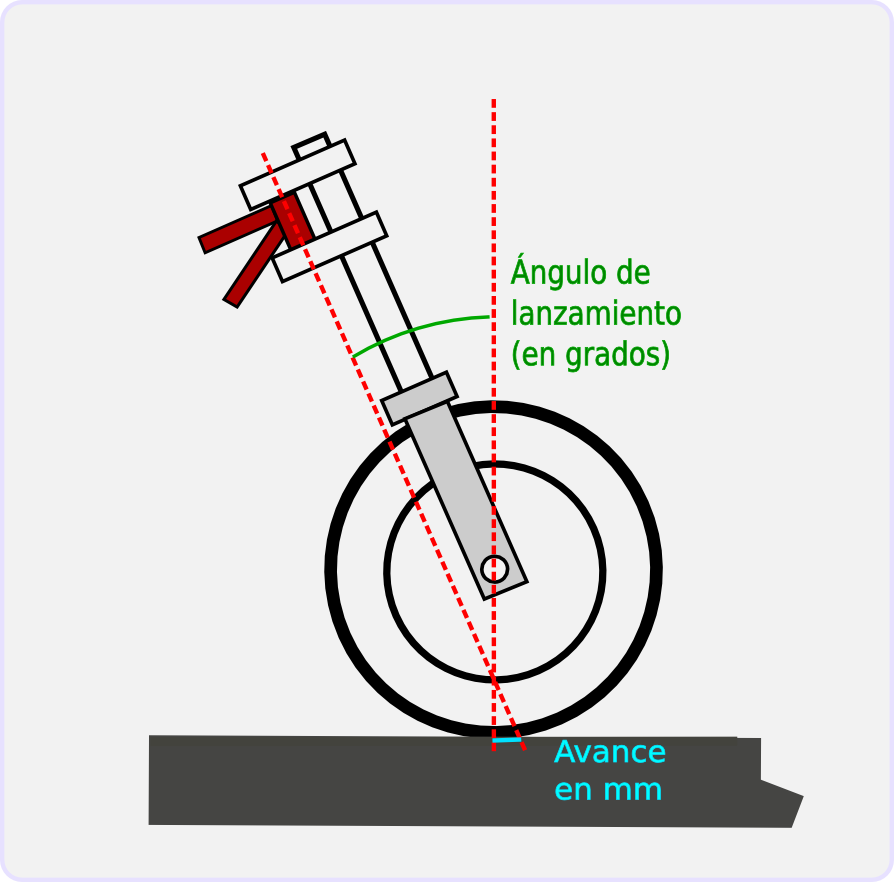
Ángulo de lanzamiento y distancia de avance en la geometría del eje de dirección de una motocicleta, aunque se aplica a bicicletas y ruedas en general.

El eje de viraje (la línea de puntos roja en el esquema de la derecha) no tiene por qué pasar a través del centro de la rueda, así que el lanzamiento puede fijarse independientemente del avance, que es la distancia en el piso entre la intersección del eje de viraje de la horquilla y el piso, y el centroide del contacto de la llanta con el piso. La interacción entre el ángulo de lanzamiento y el avance es compleja, pero contribuye a una mejor maniobrabilidad y dirección.

## Historia
Arthur Krebs propuso colocar el eje delantero de un coche con un ángulo de lanzamiento positivo en su patente del Reino Unido de 1896, que tituló Improvements in mechanically propelled vehicles, declarando que su fin era asegurar la estabilidad en la conducción de un vehículo al restablecer la línea recta después de la conducción en una curva.